# John Nelom (militair)
John Nelom (1959 – Paramaribo, 13 april 2014) was een Surinaams militair en een verdachte in het proces vanwege de decembermoorden.
Nelom was een van de zestien plegers van de staatsgreep, de Sergeantencoup in Suriname in 1980. Nelom was werkzaam als militair in het Surinaamse leger en werd verdacht van betrokkenheid bij de decembermoorden van 1982. Hij overleed na een langdurige ziekte in het ziekenhuis in Paramaribo.